# Paramegastigmus flavus
Paramegastigmus flavus is een vliesvleugelig insect uit de familie Torymidae. De wetenschappelijke naam is voor het eerst geldig gepubliceerd in 1914 door Girault.